# Braunsapis antandroy
Braunsapis antandroy är en biart som beskrevs av Brooks och Gregory B. Pauly 2001. Braunsapis antandroy ingår i släktet Braunsapis och familjen långtungebin. Inga underarter finns listade.